# Communauté de communes du pays de Dol-de-Bretagne et de la baie du Mont-Saint-Michel
La communauté de communes du Pays de Dol-de-Bretagne et de la Baie du Mont Saint-Michel est une ancienne communauté de communes française, située dans le département d'Ille-et-Vilaine en région Bretagne.

## Histoire

Ancien logo de la communauté de communes.

La communauté de communes du Pays de Dol-de-Bretagne et de la Baie du Mont Saint-Michel voit le jour en décembre 1993. Elle a succédé au SIVOM du Pays côtier de la baie du Mont-Saint-Michel, fondé en octobre 1989, qui regroupait les communes des cantons de Cancale et Dol-de-Bretagne et qui a été étendu en 1991 au canton de Pleine-Fougères, anciennement membre du SIVOM des cantons de Combourg et Tinténiac.
À la création de l'intercommunalité, son périmètre est réduit au seul canton de Dol, le canton de Pleine-Fougères fondant la communauté de communes de la Baie du Mont Saint-Michel et celui de Cancale rejoignant la communauté d'agglomération du Pays de Saint-Malo (CAP Malo).
Le 31 décembre 2016, elle disparaît en fusionnant avec la communauté de communes de la Baie du Mont Saint-Michel pour former la communauté de communes du Pays de Dol et de la Baie du Mont Saint-Michel composée de vingt-trois communes et de plus de 23 000 habitants.

## Territoire communautaire

### Composition
Elle regroupait huit communes :
| Nom                     | Code Insee | Gentilé     | Superficie (km2) | Population (dernière pop. légale) | Densité (hab./km2) |
| ----------------------- | ---------- | ----------- | ---------------- | --------------------------------- | ------------------ |
| Dol-de-Bretagne (siège) | 35095      | Dolois      | 15,53            | 5 557 (2014)                      | 358                |
| Baguer-Morvan           | 35009      | Baguerrois  | 23,11            | 1 647 (2014)                      | 71                 |
| Baguer-Pican            | 35010      | Picanais    | 15,63            | 1 622 (2014)                      | 104                |
| Cherrueix               | 35078      | Chérullais  | 12,69            | 1 144 (2014)                      | 90                 |
| Epiniac                 | 35104      | Epiniacais  | 23,77            | 1 401 (2014)                      | 59                 |
| Mont-Dol                | 35186      | Mont-Dolois | 26,44            | 1 128 (2014)                      | 43                 |
| Roz-Landrieux           | 35246      | Rozéens     | 18,10            | 1 336 (2014)                      | 74                 |
| Le Vivier-sur-Mer       | 35361      | Vivarais    | 2,24             | 1 043 (2014)                      | 466                |

### Démographie
| 1968   | 1975   | 1982   | 1990   | 1999   | 2010   | 2012   | 2014   |
| ------ | ------ | ------ | ------ | ------ | ------ | ------ | ------ |
| 11 541 | 11 626 | 11 825 | 12 065 | 12 079 | 14 320 | 14 564 | 14 878 |

## Administration

### Siège
Le siège de la communauté de communes était à Dol-de-Bretagne, 3 boulevard Victor Planson.

### Élus
|                       | Attributions                                                       | Identité               | Qualité                 |
| --------------------- | ------------------------------------------------------------------ | ---------------------- | ----------------------- |
| 1er                   | Développement économique et touristique                            | Jean-Luc Bourgeaux     | Maire de Cherrueix      |
| 2e                    | Équipements aquatiques ou de loisirs et politique contractuelle    | Jean-Paul Érard        | Maire de Baguer-Morvan  |
| 3e                    | Aménagement territorial et déploiement numérique                   | Marie-Élisabeth Solier | Maire du Mont-Dol       |
| 4e                    | Communication et services à la population                          | Sylvie Ramé-Prunaux    | Maire d'Épiniac         |
| 5e                    | Finances                                                           | Denise Mainsard        | Maire de Baguer-Pican   |
| 6e                    | Gestion du patrimoine communautaire et du port du Vivier-Cherrueix | Arnaud Barbé           | Maire du Vivier-sur-Mer |
| 7e                    | Environnement                                                      | Marie-Pierre Martin    | Maire de Roz-Landrieux  |
| Source : Ouest-France |                                                                    |                        |                         |

### Liste des présidents
| Période       | Période                  | Identité          | Étiquette    | Qualité                                                                                  |
| ------------- | ------------------------ | ----------------- | ------------ | ---------------------------------------------------------------------------------------- |
| janvier 1994  | novembre 1999            | Michel Esneu      | RPR          | Maire de Dol-de-Bretagne (1988 → 2008)                                                   |
| novembre 1999 | octobre 2002 (démission) | Joseph Gardan     | DVD puis UMP | Maire de Baguer-Morvan (1995 → 2008) Conseiller général de Dol-de-Bretagne (2001 → 2008) |
| octobre 2002  | avril 2014               | Gérard Salardaine | SE           | Maire du Vivier-sur-Mer (1991 → 2014)                                                    |
| avril 2014    | décembre 2016            | Denis Rapinel     | UDI          | Maire de Dol-de-Bretagne (2008 → )                                                       |